# Carlos Dante
Carlos Dante (Argentina; 12 de marzo de 1906 - Buenos Aires; 28 de abril de 1985) cuyo nombre completo era  Carlos Dante Testori Rufino fue un popular cantor dedicado al género del tango que integró diversas orquestas, incluyendo un brillante ciclo de trece años en la dirigida por Alfredo de Ángelis. Estuvo casado desde 1928 con Celia Alonso.

## Primeros años
De familia modesta, nació en el barrio porteño de Boedo, su padre Luis Testori y su madre María Rufino. Se inició en el canto desde muy chico en la iglesia del barrio donde además se desempeñó como monaguillo. En su adolescencia conoció en el café del barrio a los hermanos Caló, que años después tuvo por intermedio de Miguel Caló una importancia decisiva en su carrera como profesional. Trabajó de empleado en la Tienda La Piedad y luego fue modelo en la sastrería "Los 49 Auténticos".

## Actividad profesional
Posiblemente su iniciación en el canto profesional haya sido en 1927 como estribillista del conjunto de Francisco Pracánico en el cine Astral, en funciones donde, entre otros cantantes, estuvo Carlos Gardel. En 1928 se incorporó a la orquesta dirigida por Miguel Caló, en la que tocaban músicos de la calidad de Anselmo Aieta, Luis Visca y Juan D’Arienzo, actuando entre otros lugares en el cine Hindú de calle Lavalle. En este mismo escenario, Dante continuó como cantante en la  orquesta de Pedro Maffia que por ese entonces contaba con el violín de Elvino Vardaro y el piano de Osvaldo Pugliese. En esa época participó en sus giras por Mar del Plata, Rosario, Córdoba, además de actuar en los bailes de los clubes porteños y hacer sus primeras grabaciones en el sello Electra.
En 1929, por gestión de Francisco Canaro, viajó como cantante de la orquesta de Rafael Canaro en una gira que duró cuatro años por las principales ciudades de a Europa. Cuando regresó en 1932, se sumó por unos meses a la orquesta de Canaro hasta que pasó a integrar la orquesta de Miguel Caló. Se desvinculó en 1936 en que, por iniciativa de Agustín Irusta formó rubro con el cantante y guitarrista Pedro Noda que recién se separaba de Agustín Magaldi. En 1940 se separaron y es en esa época que comenzó a trabajar como empleado administrativo de Yacimientos Petrolíferos Fiscales, empresa en la que trabajó durante 17 años..  
En 1944 Alfredo de Ángelis, que dirigía una de las orquestas más populares del momento perdió imprevistamente al cantor Floreal Ruiz que  pasó a la orquesta de Aníbal Troilo en lugar de Francisco Fiorentino. De Ángelis, que tenía gran admiración por las condiciones de Dante de quien se había hecho amigo en una actuación de años antes en un teatro de Lanús, pensó en incorporarlo. Carlos Dante tenía ya 40 años, hacía años que no cantaba y tenía un trabajo como empleado de Yacimientos Petrolíferos Fiscales, se rehusó hasta que De Ángelis lo convenció para actuar tres meses y debutaron el 1 de octubre de 1944 en el café Marzotto de la calle Corrientes. Tenía de compañero a Julio Martel con el cual configuraron una excelente dupla hasta 1951 en que fue remplazado –también con excelente resultado- por Oscar Larroca.
La relación artística con Alfredo de Ángelis incluyó las memorables actuaciones por Radio El Mundo en el popular programa Glostora Tango Club que inauguraron el lunes 1 de abril de 1946, a las 20:00, un espacio de 15 min en el cual "El fijador del gran mundo, al alcance de todo el mundo", presentaba a su "astro exclusivo para la radiofonía argentina", y se extendió hasta 1957 en que Dante y Larroca se desvincularon de la orquesta después de una última actuación en los bailes de Carnaval del Club Provincial de Rosario. Con la orquesta de Alfredo de Ángelis, Dante grabó alrededor de ciento cuarenta canciones, entre las que deben recordarse Allá en el bajo, La brisa, Carnaval, Lunes, Melenita de oro, Mocosita, Remembranzas y Ya estamos iguales.
Los cantores siguieron juntos un tiempo y luego Dante inició su carrera como solista, acompañado por músicos de la talla de Víctor Braña, Oscar de la Fuente, Jorge Dragone, Roberto Panssera y Aquiles Ruggero hasta su retiro a fines de diciembre de 1974, después de casi cincuenta años de recorrer los más variados escenarios acompañado por un público que le fue leal hasta su último día.
Carlos Dante falleció en Buenos Aires el 28 de abril de 1985.

## Labor como compositor
Carlos Dante escribió la letra de varios tangos, cuya nómina registrada en SADAIC es la siguiente:
- A Magaldi (1940) en colaboración con Juan Bernardo Tiggi y Pedro Hipólito Noda
- Cristo redentor en colaboración con Nicolás A. Trimani y Pedro Hipólito Noda
- Da Capo al Seño (1974) en colaboración con Arturo Hércules Gallucci
- El retrato de los viejos (1957) en colaboración con Jesús Otero
- Esta noche me despido (1949) en colaboración con José Rótulo
- Novia del sol  en colaboración con Enrique Miguel Gaudino
- Por eso te quiero (1994) en colaboración con Reinaldo Yiso
- Primer beso (1940) en colaboración con Pedro Hipólito Noda y Héctor Francisco Gagliardi
- Tu pollera azul (1965) en colaboración con Reinaldo Ghiso
- Vive el cantor (1981) en colaboración con Rodolfo Alfredo Lago y Alfredo De Ángelis
- Ya te has ido en colaboración con Héctor Enrique Moggio

## Filmografía
En 1937, participó en la película Muchachos de la ciudad, dirigida por José Agustín Ferreyra. En 1941 fue dirigido por Manuel Romero y en 1948, cantó el tango Pregonera en el filme El cantor del pueblo, dirigido por Antonio Ber Ciani.

## Valoración
Dice Manuel Adet, de Carlos Dante:

”Su presencia era celebrada en los principales locales nocturnos del Buenos Aires de entonces y sus giras artísticas se extendían por todo el país, donde multitudes de tangueros se citaban para disfrutar de quien fuera uno de los grandes cantores del género, un artista que enseñó en su tiempo cómo el tango podía cantarse de una manera elegante.” 